# 大伴坂上大嬢
大伴 坂上大嬢（おおとも の さかのうえ の おおいらつめ、生没年不詳）は、奈良時代の女性。大伴宿奈麻呂と坂上郎女の長女で、妹に坂上二嬢がいる。異母姉に田村大嬢がいる。
大伴家持の従妹でのち正妻になる。名は坂上大娘とも見える。大嬢を「おほひめ」「おほをとめ」などと訓む説もある。天平4年（732年）頃から家持との間に歌の贈答が見られるが、その後離絶。天平11年（739年）頃から再び交渉を持ち、恭仁に都があった頃（天平12年（740年） - 16年（744年））、家持の正妻になったかと思われる。